# Syerscote
Syerscote var en civil parish 1866–1934 när det uppgick i Thorpe Constantine, i grevskapet Staffordshire i England. Civil parish var belägen 4 km från Tamworth och hade 28 invånare år 1931. Byn nämndes i Domedagsboken (Domesday Book) år 1086, och kallades då Fricescote.